# Hendrikus Franciscus Jonkman

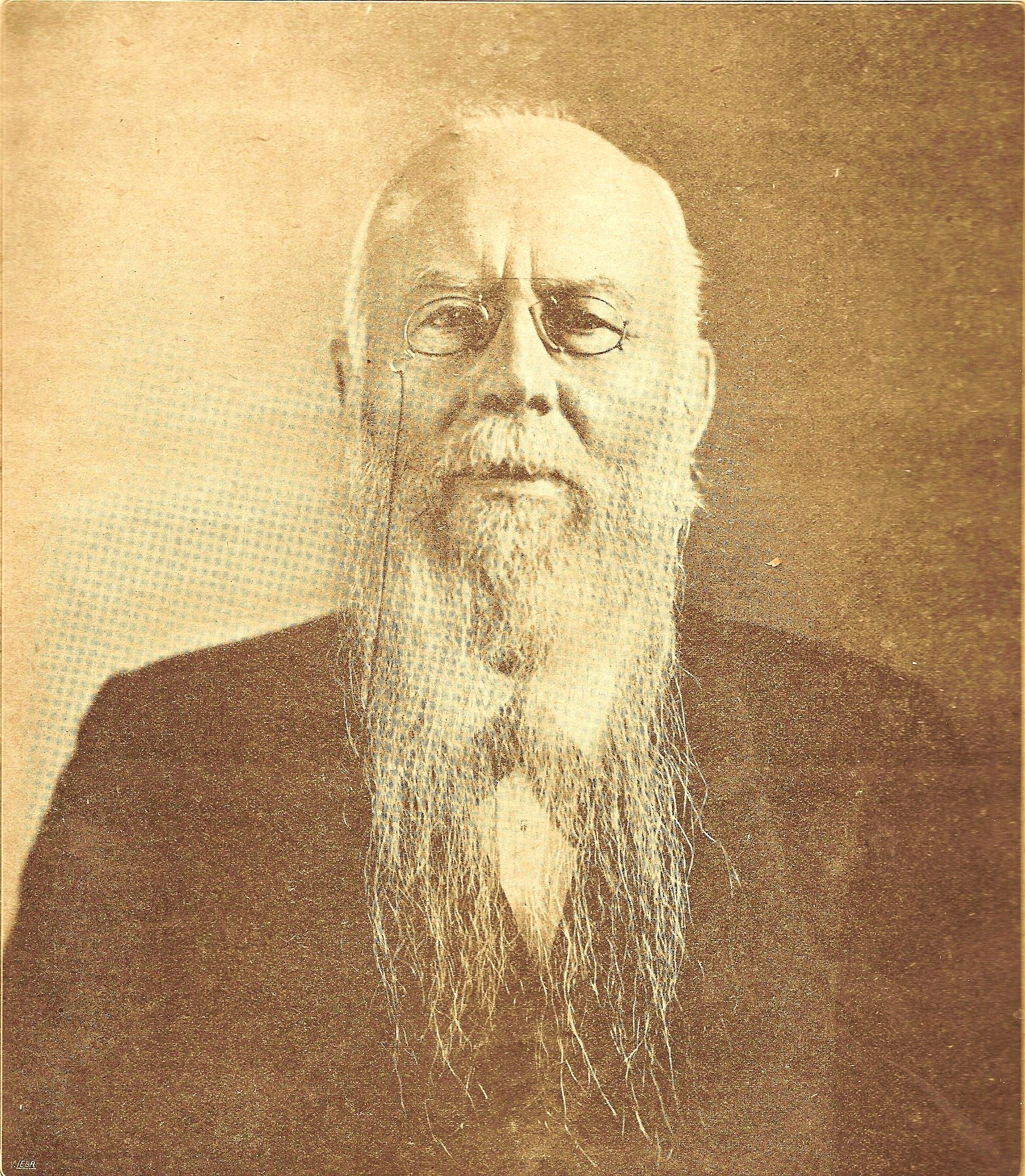
Dr. H.F. Jonkman.

Hendrikus Franciscus Jonkman (Leeuwarden, maart 1844 - 1920) was voorzitter van de Volksuniversiteit te Utrecht.

## Levensloop
Jonkman promoveerde aan de Universiteit Utrecht tot doctor in de wis- en natuurkunde en was er van 1876 tot 1883 assistent en privaatdocent in de botanie. Hij werd in 1877 secretaris van het Congrès International de Botanistes, te Amsterdam; in 1880-1881 secretaris van het Harting-Comité, dat gedurende de eerste vrijheidsoorlog werkzaam was geweest in het belang der boeren. Hij bezocht in 1883, in opdracht van de Nederlands-Zuid-Afrikaanse Vereniging, de Transvaal, was te Amersfoort van 1884 tot 1886 leraar aan  het gymnasium en de Hogere Burger School; van 1886 tot 1890 directeur van de HBS en B.A.S. en lid-secretaris van de Commissie van toezicht op het Lager Onderwijs.
In Utrecht was hij van 1890 tot 1914  directeur van de Rijks-HBS en tot 1905 lid en voorzitter van de Commissie "tot voorbereiding van voorstellen tot wijziging van de artikelen der wetten M.O. en H.O., betrekking hebbend op  de akten van bekwaamheid tot het geven van M.O." (Bevoegdheidscommissie). Van 1904 tot 1906 was Jonkman lid en secretaris der subcommissie "Voorbereidend Hoger Onderwijs"van de Staatscommissie voor de reorganisatie van het onderwijs (Ineenschakelingscommissie). Hij werd in 1917 in de oprichtingsvergadering der Volksuniversiteit te Utrecht tot voorzitter van het bestuur van die instelling gekozen. In 1919  werd hij benoemd tot lid van de onderwijsraad.